# Ozarba centralis
Ozarba centralis là một loài bướm đêm trong họ Noctuidae.